# Gråbröstad parakit
Gråbröstad parakit (Pyrrhura griseipectus) är en utrotningshotad fågel i familjen västpapegojor inom ordningen papegojfåglar. Arten är endemisk för Brasilien.

## Utseende
Gråbröstad parakit är en övervägande grön, 23 centimeter lång papegoja. Övergump, stjärt, buk och skuldror är rödbruna och i vingen syns blått. Börstet är blekfjälligt gråaktig. Ansiktet är plommonrött, högst upp på huvudet brunt.

## Utbredning och systematik
Fågeln återfinns i nordöstra Brasilien (Ceará). Tidigare betraktades den som underart till vitörad parakit (P. leucotis) och vissa gör det fortfarande. Den behandlas som monotypisk, det vill säga att den inte delas in i några underarter.

## Status
Fram till 2017 behandlades arten som akut hotad av internationella naturvårdsunionen IUCN. Ny data visar dock att arten ökar i antal. Världspopulationen uppskattas till 656-866 individer.
IUCN kategoriserar arten som akut hotad.